# Arnulf Jentzen
 Arnulf Jentzen (* November 1983) ist ein deutscher Mathematiker und Hochschullehrer an der Westfälischen Wilhelms-Universität Münster.
Jentzen studierte ab 2004 Mathematik an der Johann Wolfgang Goethe-Universität Frankfurt am Main mit dem Diplom 2007 und der Promotion 2009 bei Peter Kloeden (Taylor approximations for stochastic evolution equations). Anschließend war er Akademischer Rat auf Zeit an der Universität Bielefeld und 2011/12 war er mit einem Forschungsstipendium der deutschen Forschungsgemeinschaft (DFG) an der Princeton University. 2012 wurde er Assistenzprofessor an der ETH Zürich. 2019 wurde er Professor an der Universität Münster.
Er befasst sich mit Maschinenlernen (Deep Learning) mit Anwendung in numerischer Approximation stochastischer und hochdimensionaler partieller Differentialgleichungen (Überwindung des Fluchs der Dimension mit stochastischen Näherungsalgorithmen) sowie mit Regularitätsfragen partieller Differentialgleichungen. Seine Arbeiten haben zum Beispiel Anwendung in der Finanzmathematik.
Arnulf Jentzen gehört den Herausgebergremien der Fachzeitschriften The Annals of Applied Probability, Communications in Mathematical Sciences, Journal of Complexity, Journal of Mathematical Analysis and Applications, SIAM Journal on Numerical Analysis und SIAM Journal on Scientific Computing an.
Für 2020 erhielt er den Felix Klein Prize (Vortrag: Overcoming the curse of dimensionality from nonlinear Monte Carlo to deep learning).

## Schriften (Auswahl)
- Taylor expansions of solutions of stochastic partial differential equations, Arxiv 2009
- mit Martin Hairer, Martin Hutzenthaler: Loss of regularity for Kolmogorov equations, Annals of Probability, Band 43, 2015, S. 468–527, Arxiv
- mit Peter Kloeden: Numerical approximation of stochastic partial differential equations. Milan Journal of Mathematics, Band 77, 2009, S. 205–244.
- mit Peter E. Kloeden: Overcoming the order barrier in the numerical approximation of stochastic partial differential equations with additive space–time noise. Proceedings of the Royal Society A, Band 465, 2009, S. 649–667.
- mit Peter Kloeden: Taylor expansions of solutions of stochastic partial differential equations with additive noise. Annals of Probability, Band 38, 2010, S. 532–569, Arxiv
- mit Peter E. Kloeden: Taylor approximation of stochastic partial differential equations. SIAM 2011
- mit Peter Kloeden und Georg Winkel: Efficient simulation of nonlinear parabolic SPDEs with additive noise. Annals of Applied Probability, Band 21, 2011, S. 908–950, Arxiv
- mit M. Hutzenthaler und P. E. Kloeden: Strong and weak divergence in finite time of Euler's method for stochastic differential equations with non-globally Lipschitz continuous coefficients, Proceedings of the Royal Society A,  Band 467, 2011, S. 1563–1576, Arxiv
- mit M. Hutzenthaler und P. E. Kloeden: Strong convergence of an explicit numerical method for SDEs with nonglobally Lipschitz continuous coefficients. Annals of Applied Probability, Band 22, 2012, S. 1611–1641, Arxiv
- mit M. Hutzenthaler: Numerical approximations of stochastic differential equations with non-globally Lipschitz continuous coefficients. Memoirs of the American Mathematical Society 236, 2015, Arxiv
- mit E. Weinan und J. Han: Deep learning-based numerical methods for high-dimensional parabolic partial differential equations and backward stochastic differential equations. Communications in Mathematics and Statistics 2017, Arxiv
- mit Christian Beck u. a.: Solving stochastic differential equations and Kolmogorov equations by means of deep learning. Arxiv, 2018
- mit J. Han und E Weinan: Solving high-dimensional partial differential equations using deep learning, Proc. Nat. Acad. Sciences USA, Band 115, 2018, S. 8505–8510, Arxiv